# Dreiband-Europameisterschaft 1975

Logo CEB (ausrichtender Verband)

Veranstaltungsort: Rotterdam

Die Dreiband-Europameisterschaft 1975 war das 33. Turnier in dieser Disziplin des Karambolagebillards und fand vom 10. bis 15. Dezember 1974 in Rotterdam statt. Es war die erste Dreiband-EM in Rotterdam und die achte in den Niederlanden.

## Geschichte
Trotz einer Niederlage gegen den Lokalmatador Rini van Bracht sicherte sich Raymond Ceulemans dennoch sicher seinen 13. Europameistertitel im Dreiband. In einem Turnier ohne neuen Europarekord schaffte es van Bracht beide Belgier zu schlagen und sicherte sich seinen ersten Dreiband Vize-Europameistertitel. 1971 war er bereits Vize-Weltmeister. Der Belgier Laurent Boulanger wurde mit seiner besten EM-Leistung im Generaldurchschnitt (GD) seit seinem EM-Debüt 1960 Dritter. Punktgleich auf Platz vier der Medaillensammler der letzten achtzehn Jahre Johann Scherz. Mit 15 Punkten stellte er einen neuen österreichischen Rekord in der Höchstserie (HS) auf. Der deutsche Meister Dieter Müller aus Berlin belegte mit Platz neun exakt den gleichen Platz wie im Vorjahr in Eeklo.

## Modus
Gespielt wurde im System „Jeder gegen Jeden“ bis 60 Punkte mit Nachstoß/Aufnahmegleichheit.

## Abschlusstabelle
| MP    | Match Points (Sieger = 2; Unentschieden = 1; Verlierer = 0) |
| Pkte. | Erzielte Karambolagen                                       |
| Aufn. | Benötigte Versuche                                          |
| GD    | Generaldurchschnitt                                         |
| BED   | Bester Einzeldurchschnitt eines Spielers                    |
| HS    | Höchstserie                                                 |
|       | Bester GD des Turniers                                      |
|       | Bester ED des Turniers                                      |
|       | Beste HS des Turniers                                       |
|       | 1. Platz (Gold)                                             |
|       | 2. Platz (Silber)                                           |
|       | 3. Platz (Bronze)                                           |

| Endklassement              | Endklassement          | Endklassement | Endklassement | Endklassement | Endklassement | Endklassement | Endklassement |
| Platz                      | Name                   | MP            | Pkte.         | Aufn.         | GD            | BED           | HS            |
| -------------------------- | ---------------------- | ------------- | ------------- | ------------- | ------------- | ------------- | ------------- |
| 1                          | Raymond Ceulemans      | 20:2          | 651           | 463           | 1,406         | 1,935         | 12            |
| 2                          | Rini van Bracht        | 18:4          | 615           | 626           | 0,982         | 1,578         | 11            |
| 3                          | Laurent Boulanger      | 16:6          | 622           | 488           | 1,274         | 1,538         | 10            |
| 4                          | Johann Scherz          | 16:6          | 629           | 569           | 1,105         | 1,818         | 15            |
| 5                          | Richard Bitalis        | 12:10         | 598           | 565           | 1,058         | 1,500         | 11            |
| 6                          | John Korte             | 11:11         | 540           | 680           | 0,794         | 0,967         | 8             |
| 7                          | Ties Brosens           | 10:12         | 574           | 640           | 0,896         | 1,090         | 9             |
| 8                          | Sten Hebert            | 8:14          | 491           | 639           | 0,768         | 1,176         | 8             |
| 9                          | Dieter Müller          | 7:15          | 532           | 661           | 0,804         | 1,428         | 8             |
| 10                         | Claudio Nadal          | 6:16          | 531           | 656           | 0,809         | 1,363         | 9             |
| 11                         | Antonio Morais Vinagre | 4:18          | 469           | 585           | 0,801         | 1,090         | 7             |
| 12                         | Antonio Oddo           | 4:18          | 501           | 734           | 0,682         | 1,363         | 7             |
| Turnierdurchschnitt: 0,924 |                        |               |               |               |               |               |               |